# Câu cá giải trí

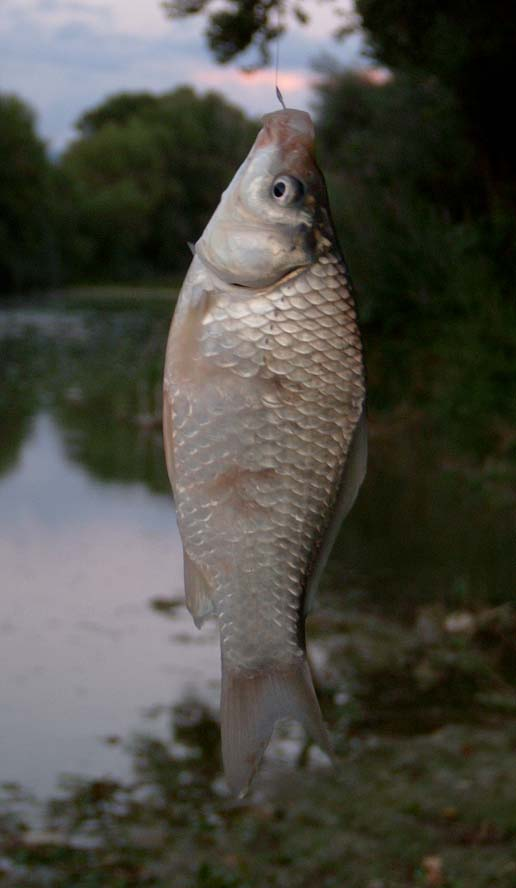
Câu cá chép, môn câu cá giải trí

Câu cá giải trí hay câu cá thể thao là loại hình câu cá có sự cạnh tranh hay thi đua với nhau, thường là trong một cuộc thi. Đây là một loại hình câu cá giải trí, nó trái ngược với các hoạt động câu cá ngư nghiệp hay bắt cá để cung cấp nguồn thực phẩm. Hoạt động câu cá thể thao nhìn chung có luật lệ, tổ chức nghiêm ngặt, và khi thực hiện câu phải có giấy phép, người tham gia được gọi là cần thủ hay câu thủ.

## Ở Mỹ
Có khoảng 50 triệu lượt người tham gia câu cá giải trí trên toàn nước Mỹ, con số này còn lớn hơn số người chơi Tennis và Golf ở Mỹ cộng lại. Ở California, Florida và Texas là những bang có số lượng câu thủ nhiều nhất. Câu cá mang đến cho Nước Mỹ trên 100 tỷ đô la mỗi năm. Dù là câu ở ao hồ địa phương, họ đều tìm hiểu rất kỹ về điểm câu, các loại cá sinh sống cùng đặc tính sinh học của chúng, Chiến thuật phù hợp được thiết lập dựa vào những gì đã tìm hiểu.
Nếu hồ có cho thuê thuyền, họ sẽ sử dụng dịch vụ này vì câu ở những hồ rộng lớn, ngồi thuyền có lợi thế hơn ở trên bờ rất nhiều. Tất cả các thiết bị câu được mang lên thuyền. Câu thủ cho thuyền di chuyển quanh hồ theo lịch trình có tính toán, tìm kiếm và thử vận may ở những nơi mà cá có khả năng ẩn náu, nếu thất bại thì chuyển sang điểm khác. Ngồi trên thuyền, câu thủ có thể quăng mồi đến nhiều điểm lý tưởng mà bình thường khó tiếp cận được từ trên bờ.

## Ở Việt Nam

### Phong trào

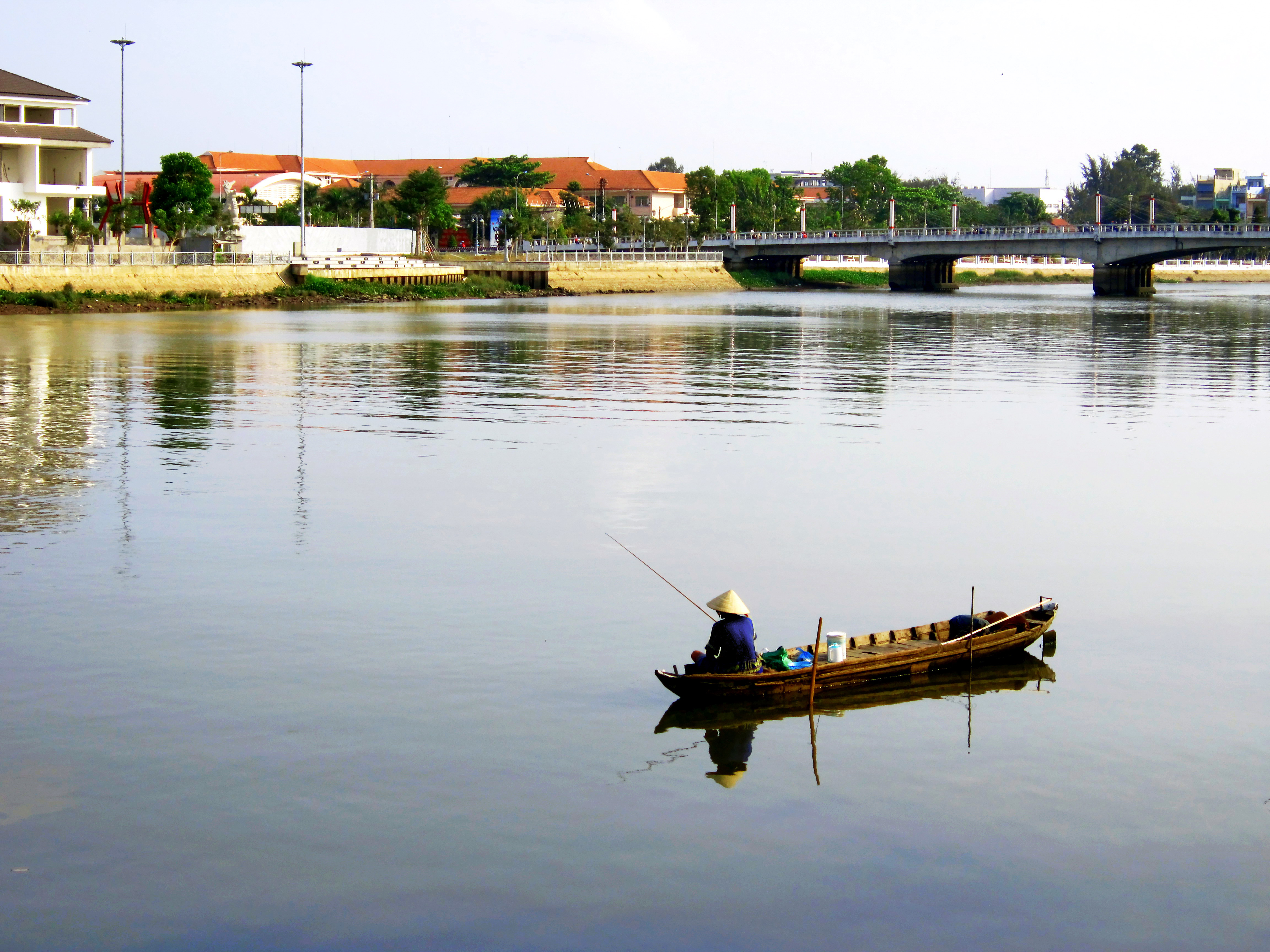
Câu cá ở Việt Nam

Phong trào câu cá giải trí ở Việt Nam bắt đầu phát triển vào năm 1995, các cần thủ đi câu tự do, chưa có tổ chức. Cho đến năm 2002, CLB Câu cá đầu Nam đều hình thành và phát triển mạnh, sự ra đời của Hiệp hội Câu cá thể thao Việt Nam kế tục sự ra đời là CLB câu cá 4 số 9 ở Thành phố Hồ Chí Minh, sau đó các diễn đàn về câu cá bắt đầu được thành lập. Loại hình trước đây chỉ phục vụ mưu sinh giờ đã thu hút tới 5.000 hội viên, toàn những người đầy đam mê và có điều kiện dư dả, sinh hoạt chuyên nghiệp trong mấy chục CLB trải dài từ bắc chí nam. Hiện nay, hệ thống CLB Câu cá thể thao ở các khắp các vùng miền Bắc, Trung, Việt Nam là điều cần thiết, có ý nghĩa đưa phong trào câu cá giải trí ở Việt Nam vào quy chuẩn hoạt động nề nếp, hiệu quả, hướng xa tới mục tiêu tham gia giao lưu quốc tế.
Trung bình mỗi năm câu cá thể thao VN tổ chức tới 8 giải đấu tầm cỡ, mỗi giải từ 150-200 cần thủ đến từ hơn 30 CLB của cả nước tham gia tranh tài. Riêng các giải mở rộng số lượng lên tới 600 - 700 cần thủ. Năm 2013, giải câu cá toàn quốc tổ chức tại Hải Phòng mang tên Giải câu cá Năm Du lịch quốc gia Đồng bằng sông Hồng–Hải Phòng 2013, cúp Hoa Phượng. Từng kỳ thủ là cả một quy trình kỳ công, phức tạp và tốn kém. Cần thủ bước vào ô quy định, tháo dỡ đồ đạc trên một chiếc xe chuyên dụng cồng kềnh. Nào là rút cần câu, giỏ đựng cá nhiều nấc, ghế có chân ngoạm vào đá kè giúp cần thủ ngồi dễ dàng, hòa mồi, nặn mồi câu thơm phức, chứ không câu bằng giun hay tôm. Đồ đạc xếp ra ngay ngắn trên bờ, khi có pháo hiệu của trọng tài, các vật dụng phục vụ câu cá mới được thả xuống nước
Tại các địa phương có phong trào câu cá mạnh như Hà Nội, Sài Gòn, Hải Phòng, Đà Nẵng, Thanh Hóa thường xuyên tổ chức các giải câu các quốc tế với giải thưởng lên đến hàng trăm triệu đồng.

### Chính thức
Hoạt động câu cá thể thao ở Việt Nam chính thức được hình thành từ năm 2015 với sự kiện Đại hội thành lập Hiệp hội Câu cá thể thao Việt Nam khoá I (Nhiệm kỳ 2013- 2017). Hiệp hội Câu cá thể thao Việt Nam (VGFA) là tổ chức xã hội-nghề nghiệp, tổ chức và hoạt động theo Điều lệ Hiệp hội câu cá thể thao Việt Nam, tuân thủ quy định của pháp luật, chịu sự quản lý nhà nước của Bộ Văn hóa thể thao du lịch và các bộ, ngành khác có liên quan đến phạm vi, lĩnh vực Hiệp hội hoạt động. Hiệp hội Câu cá thể thao Việt Nam có tư cách pháp nhân, con dấu và tài khoản riêng, tự bảo đảm kinh phí, trụ sở và phương tiện hoạt động.
Hiệp hội Câu cá thể thao Việt Nam được thành lập với nhiệm vụ chính là phối hợp với các cơ quan nhà nước, các tổ chức kinh tế-xã hội. Hiệp hội cũng có nhiệm vụ huy động các nguồn lực xã hội để xây dựng cơ sở vật chất cho hoạt động câu cá thể thao. Thu hút nguồn tài trợ trong và ngoài nước theo đúng quy định của pháp luật để tạo nguồn kinh phí cho hoạt động của Hiệp hội. Tích cực mở rộng xã hội hoá câu cá thể thao, huy động tốt các nguồn lực xã hội để mở rộng và phát triển câu cá thể thao. Hiệp hội sẽ nỗ lực tham gia tối đa các hoạt động do các tổ chức câu cá quốc tế tổ chức như: Thi đấu, tập huấn, hội thảo, hội nghị mở rộng quan hệ quốc tế với các nước trong khu vực, châu lục và thế giới theo quy định của pháp luật Việt Nam.
Phong trào câu cá theo hướng thể thao đang bùng nổ tại Việt Nam, đặc biệt từ khi Hiệp hội Câu cá thể thao Việt Nam ra đời vào cuối năm 2015. Chính hiệp hội đã mang tới một cú "hích" để câu cá từ loại hình tự phát, giải trí thuần túy trở thành một môn có tổ chức và phát triển vượt bậc. Số câu lạc bộ thành viên đã vượt quá 40, trải khắp từ Hà Giang, Điện Biên cho tới Cà Mau, Bạc Liêu, với số lượng cần thủ sinh hoạt thường xuyên lên tới 5.000. Trung bình mỗi năm có khoảng 8 cuộc đấu trong hệ thống, chưa kể mấy chục giải của các địa phương, câu lạc bộ.